# Quatorzième Docteur
Le Quatorzième Docteur est une des incarnations du Docteur, personnage principal de la série de science-fiction britannique Doctor Who. Il est joué par l'acteur écossais David Tennant (ayant déjà joué le Dixième Docteur), succédant au Treizième Docteur (interprété par Jodie Whittaker) à l'issue de l'épisode spécial 100 ans de la BBC Le Pouvoir du Docteur, le 23 octobre 2022.
Le Quatorzième Docteur parle avec le même accent anglais de l'estuaire que le dixième. Il a également prononcé une des expressions fétiches du Dixième docteur "Quoi ? Quoi ? Quoi ?" ("What? What? What?" en VO) quand il s'est rendu compte qu'il était revenu à cette forme plutôt qu'à une nouvelle, ainsi qu'en commentant le fait d'avoir les mêmes dents, un rappel de la façon dont le Dixième docteur a commenté ses "nouvelles dents" alors qu'il venait de se régénérer sous cette forme dans les premiers instants à la fin de l'épisode À la croisée des chemins de la Saison 1 en 2005,.
Le Quatorzième Docteur est apparu dans trois épisodes spéciaux en 2023 commémorant le 60e anniversaire de Doctor Who, qui ont été produits par Russell T Davies. Producteur et scénariste revenu dans la série après avoir été showrunner de la série de 2005 à 2010.

## Casting
L'acteur Ncuti Gatwa a été annoncé en mai 2022 comme étant celui qui succéderait à l'actrice Jodie Whittaker dans le rôle du Docteur, à la suite d'une série d'épisodes spéciaux diffusés tout au long de l'année 2022. À la fin du dernier épisode spécial, Le Pouvoir du Docteur, il a été révélé qu'à la suite de la régénération de Whittaker, le Docteur s'était régénéré en une incarnation interprétée par David Tennant. Tennant avait déjà joué le rôle du Dixième Docteur dans la série de 2005 à 2010, et il est le premier acteur à incarner deux incarnations différentes du personnage sur plusieurs épisodes. Le retour d'un ancien acteur dans le rôle d'une nouvelle incarnation du Docteur avait été proposé par le co-créateur de Doctor Who, Sydney Newman, lors d'un échange en 1986 avec le directeur de la BBC One de l'époque, Michael Grade, après le renvoi de l'acteur du Sixième Docteur, Colin Baker. Newman avait spécifiquement envisagé que Patrick Troughton, qui avait incarné le Deuxième Docteur, revienne pour une série avant de se régénérer en une incarnation féminine. L'acteur du Quatrième Docteur, Tom Baker, était également revenu dans l'épisode spécial de 2013 Le Jour du Docteur dans le rôle du Conservateur, qui serait une possible incarnation du Docteur.
Gatwa a été confirmé pour jouer le rôle du Quinzième Docteur, avec le producteur exécutif Russell T Davies déclarant "Le chemin vers le Quinzième Docteur de Ncuti est semé de mystère, d'horreur, de robots, de marionnettes, de danger et de plaisir !".
David Tennant et Catherine Tate sont apparus en tant que Quatorzième Docteur et Donna Noble dans les trois épisodes spéciaux pour commémorer le 60e anniversaire du programme en novembre 2023. Yasmin Finney a également fait ses débuts en tant que Rose Noble.

## Histoire du personnage

### Épisode Spécial 100 ans de la BBC(2022)
À la fin de l'épisode Le Pouvoir du Docteur, le Quatorzième Docteur succède au Treizième Docteur à la suite de sa régénération. Le Docteur a tout de suite été surpris de constater qu'il possédait un corps qui lui était familier. En effet, il a remarqué qu'il connaissait déjà ses dents, et après avoir observé sa nouvelle tenue, il se mit à s'exclamer à trois reprises "Quoi ?".

### Destination: Skaro(Children in Need 2023)
Dans cet épisode spécial Destination: Skaro (Children in Need), le Docteur traverse l'espace et le temps jusqu'à un moment crucial de l'histoire des Daleks. Le Docteur se rend en direction de Skaro. Le TARDIS atterrit dans le mur de la pièce et le Docteur en sort laissant Mr. Castavillian dans l'incompréhension. Le Docteur explique qu'il est perdu et qu'il ne fait que passer en rajoutant également qu'il se souvient avoir été une femme brillante il y a 60 minutes et que maintenant il ne comprend pas pourquoi il retrouve ce visage. Il remarque une sorte de pince qui s'est accroché au TARDIS lors de son atterrissage et se rend compte après qu'il est face à un Dalek, nom qui plaît à Mr. Castavillian, et se trouve chanceux de ne pas avoir été exterminé, terme qui plaît également à Mr. Castavillian, faisant comprendre au Docteur qu'il se trouve à la genèse des Daleks et que ça va briser le canon et les lignes temporelles et qu'il ferait mieux de s'en aller. Mr. Castavillian l'empêche de partir après avoir cassé le pince multifonction des futurs Daleks, le Docteur décide de lui donner une ventouse en échange et s'en va lui faisant bien comprendre qu'il n'a jamais été là et qu'il doit oublier sa venue.

### Doctor Who: The Bedtime Story(2023)
Lors de cet épisode spécial, le Docteur arrive sur la planète Bedtime Stories et raconte une histoire écrite et illustrée par Oliver Jeffers, The Way Back Home, à propos d'un garçon qui s'est lié d'amitié avec un Martien après s'être échoué sur la Lune. Après avoir terminé l'histoire, il commence à raconter une histoire sur lui-même avant de se rendre compte qu'il n'avait pas assez de temps pour la raconter.

### Épisodes Spéciaux du60eAnniversaire(2023)
Le Quatorzième Docteur débarque à Londres en 2023 et croise sur sa route son ancienne compagne Donna Noble, qui a complètement oublié son existence à la suite des évènements de l'épisode La Fin du voyage. Il cherche à l'éviter pour ne pas provoquer le retour de ses souvenirs qui entrainerait sa mort. Le crash d'un vaisseau spatial non loin de la rue entraine cependant le Docteur, Donna et sa famille dans une suite de péripéties qui amènent Donna à se rappeler son passé pour sauver Londres. Contre toute attente, son ancienne compagne ne meurt pas, ayant pu à la naissance de sa fille Rose lui transmettre une partie de son surplus d'énergie de Seigneur du Temps.
Souhaitant visiter le nouveau TARDIS, Donna renverse maladroitement du café sur la console du vaisseau qui l'amènent elle et le Docteur à la frontière de l'univers dans le vide spatial. Abandonnés par le TARDIS qui se dématérialise, Donna et le Docteur affrontent les Non-choses, des doubles d'eux-mêmes imparfaits dans un gigantesque vaisseau spatial. Les Non-choses souhaitent copier parfaitement les originaux pour envahir le reste de l'univers. Le Docteur et Donna réussissent à s'enfuir en piégeant les créatures dans le vaisseau, dont l'autodestruction avait été programmée par l'ancien capitaine avant son suicide.
De retour dans le présent, le Docteur, aidé de Donna, Mel et de UNIT affronte son ancien ennemi, une entité divine surpuissante nommée le Fabricant de Jouets qui a rendu la race humaine agressive. À la suite d'un combat entre deux époques, 1925 et 2023, le Fabricant de Jouets finit par assassiner le Docteur pour provoquer sa régénération à l'aide d'un canon laser de UNIT. Cette attaque provoque cependant une bi-génération, le Quatorzième Docteur se scinde en deux Docteurs, lui-même et le Quinzième. Les deux Docteurs parviennent à vaincre le Fabricant de Jouets dans un jeu de balles. A la fin de l'épisode, le Quinzième Docteur avec son propre TARDIS issu du précédent décide de partir à l'aventure. Le Quatorzième, lui, prend sa retraite sur Terre, découvrant que le retour de son ancien visage était un appel à se reposer, en compagnie de la famille de son ancienne compagne, Donna.

## Apparence
Le Quatorzième Docteur à la même apparence et la même voix que le Dixième, bien que légèrement plus âgé, ainsi qu'une coiffure similaire. Ses vêtements sont également très similaires, avec une palette de couleurs marron similaire, seulement avec un motif à carreaux tartan par-dessus la couleur à la place des lignes à rayures blanches sur son pantalon brun qu'il portait sous sa dixième incarnation, et un manteau bleu plutôt que le trench-coat marron que portait le Dixième Docteur.
Ces vêtements se sont régénérés à la place de ceux du Treizième Docteur plutôt que de les choisir comme dans la plupart de ses régénérations précédentes, un changement qui ne s'était produit qu'une seule fois seulement dans la série en 1966, lors de la première apparition du Deuxième Docteur dans l'épisode disparu The Power of the Daleks.
Dans une interview avec BBC News après l'annonce de son rôle, Tennant a commenté l'apparence de son Docteur en disant que « pour une sorte de spectateur occasionnel, j'ai l'air d'être habillé de la même manière qu'avant. Mais en fait, nous avons opté pour quelque chose qui est en quelque sorte le même mais différent. Cela a des échos du passé, mais c'est aussi un peu quelque chose du présent ».

## Personnalité
Le Quatorzième Docteur a hérité de certains de traits de caractère du Dixième, notamment certains tics de langage et un tempérament plein d'énergie. Malgré tout, il s'en différencie nettement dans ses interactions avec ses compagnons. Moins colérique, moins fougueuse, c'est une incarnation plus sensible qui parle ouvertement de ses sentiments avec un réel souci de ne pas blesser ses interlocuteurs.

## Liste des apparitions

### Épisodes deDoctor Who
- 2022 : Le Pouvoir du Docteur
- 2023 : Destination: Skaro (Minisode Children in Need)
- 2023 : Doctor Who: The Bedtime Story (minisode)
- 2023 : La Créature stellaire
- 2023 : Aux Confins de l'Univers
- 2023 : Le Fabricant de Jouets